# Susana Piazzesi
Susana Piazzesi (Santa Fe, Argentina, 23 de septiembre de 1956 - Ibidem 15 de octubre de 2015) fue una historiadora e intelectual argentina. Profesora e investigadora en la Universidad Nacional del Litoral, Argentina.

## Reseña biográfica
Realizó sus estudios universitarios en la Universidad Nacional del Litoral (UNL) entre fines de la década de 1970 y principios de la de 1980, donde egresó con el título de Profesora en Historia en 1982. En la misma casa de estudios hizo su maestría en Ciencias Sociales defendiendo su tesis en 2008. 
Con la vuelta a la democracia en Argentina, y abierto el proceso de normalización en las universidades, inició su carrera docente en la Facultad de Ciencias Jurídicas y Sociales de la Universidad Nacional del Litoral en la cátedra de Historia Institucional Argentina, donde ejerció su titularidad hasta su fallecimiento. También fue profesora Titular regular en la Facultad de Ciencias Económicas de la Universidad Nacional de Entre Ríos en la materia Historia Argentina. En el año 1991, participó junto a un destacado grupo de colegas historiadores, politólogos, sociólogos y otros cientistas sociales en la fundación de Estudios Sociales, revista universitaria semestral de la cual fue Secretaria de Redacción y luego co directora desde el año 2013 hasta su muerte, habiéndose editado hasta este momento 57 números. Con sede en la Universidad Nacional del Litoral, Estudios Sociales se convirtió en una publicación académica que logró vincular e integrar en su consejo editorial a investigadores de diferentes universidades argentinas, lo cual constituyó una novedad para su tiempo. La revista obtuvo en el año 2004, el premio principal del Concurso de Revistas de Investigación en Historia y Ciencias Sociales, organizado por la Fundación Compromiso, la Fundación Ford y un grupo de académicos argentinos residentes en EE. UU. que promovieron este concurso y actuaron como jurados: Diego Armus, Tulio Halperin Donghi, Roberto Korzeniewicz, Marysa Navarro y Guillermo O'Donnell. Este concurso se realizó por única vez con el objetivo de premiar trayectorias editoriales facilitando la permanencia de revistas académicas con sólidos antecedentes y proyectos que privilegien la difusión de la investigación de calidad. 
Susana Piazzesi junto al historiador Darío Macor impulsó y sostuvo numerosas iniciativas que abonaron una voluntad permanente de construir equipos de investigación, tarea en la que contribuyó a través de la participación en diferentes centros de investigación, como el Centro de Estudios de Historia Social (CEDEHIS), el Centro de Estudios Sociales Interdisciplinarios del Litoral y el Centro de Investigaciones de la Facultad de Ciencias Jurídicas y Sociales de la UNL.  
En lo referente a su producción intelectual, fue autora de numerosos libros y artículos especializados relacionados con la historia social y política argentina, en general, y de la provincia de Santa Fe en particular. Entre ellos se destacan sus escritos sobre la década de 1930 y en particular sobre la experiencia conservadora en la provincia de Santa Fe, como así también sus significativos aportes a la historia electoral del período que abrió la aplicación de la ley Sáenz Peña hasta la experiencia peronista. Entre sus textos más reconocidos dentro de la comunidad académica argentina se destacan su libro Conservadores en provincia, fruto de años de investigación sobre el período y que contribuyó a la renovación de las producciones historiográficas argentinas en las últimas décadas en torno a la historia política de los años 1930 y los estudios regionales. En cuanto a las obras colectivas participó activamente junto a un importante número de especialistas de las universidades del Litoral y Rosario en la elaboración de Signos Santafesinos en el Bicentenario,  cuyo objetivo fue componer un relato del pasado provincial, capaz de recuperar sus matices, y su diversidad étnica, social y política, en el marco de la renovación política que experimentó la provincia de Santa Fe en la primera década del siglo XXI. También cabe destacar su último y valioso aporte a la historia de la Universidad del Litoral como coautora de El reformismo entre dos siglos. Historias de la UNL, que vio la luz poco después de su desaparición física.